# Ernest-Auguste de Hanovre (1954)
Pour les articles homonymes, voir Ernest-Auguste.
Succession
Prétendant aux trônes de Hanovre et de Brunswick
Depuis le 9 décembre 1987
(37 ans, 8 mois et 11 jours)
Ernest-Auguste de Hanovre, prince de Hanovre, duc de Brunswick-Lunebourg (en allemand : Ernst August Prinz von Hannover Herzog zu Braunschweig und Lüneburg Königlicher Prinz von Großbritannien und Irland), né à Hanovre le 26 février 1954, est le fils d’Ernest-Auguste de Hanovre et d’Ortrude de Schleswig-Holstein-Sonderbourg-Glücksbourg. Il est également le petit-fils de la princesse Victoria-Louise de Prusse (1892-1980), fille du Kaiser Guillaume II d’Allemagne.
En qualité de chef de la maison de Hanovre, il est aussi connu comme Ernest-Auguste V. Comme tous les princes de Hanovre nés après 1919, il ne porte pas le titre de « prince du Royaume-Uni » mais conserve la nationalité britannique.

## Mariages et enfants
Il épouse en premières noces, le 28 août 1981 à Pattensen, Chantal Hochuli (pt), née le 2 juin 1955, dont il divorce le 23 octobre 1997. Deux enfants naissent de ce mariage :
- Ernest-Auguste (en), né le 19 juillet 1983 à Hildesheim, qui épouse, le 8 juillet 2017 à Hanovre, Ekaterina Malysheva[1], née en 1986 :
  - Elisabeth de Hanovre, née le 22 février 2018 à Hanovre
  - Welf Auguste de Hanovre[2], né le 14 mars 2019 à Henriettenstift. Le prince a reçu comme parrain Julio Santo Domingo, frère de Tatiana, épouse d’Andrea Casiraghi, et pour marraine la princesse Maria Olympia de Grèce.
  - Eléonore de Hanovre, née en juillet 2021[3]
  - Margarita de Hanovre, née le 18 juillet 2024.
- Christian de Hanovre, né le 1er juin 1985 à Hildesheim, qui épouse civilement le 24 novembre 2017 à Londres et religieusement le 16 mars 2018 à Lima, Alessandra de Osma, née en 1988.
  - Nicolas de Hanovre, né le 7 juillet 2020[4]
  - Sofia de Hanovre, née le 7 juillet 2020[4]
  - Alexia de Hanovre, née le 15 février 2024

Il se marie en secondes noces le 23 janvier 1999 à Monaco avec la princesse Caroline de Monaco. De cette union naît :
- Alexandra de Hanovre, née le 20 juillet 1999 à Vöcklabruck (Haute-Autriche, Autriche).

## Biographie
Le prince Ernest-Auguste de Hanovre désirait épouser Chantal Hochuli, fille d'un architecte de Zurich et de la riche héritière d'un chocolatier suisse, mais son père n'approuvait pas cette union. Le prince s'entêta dans sa demande et obtint l'autorisation paternelle. Le mariage fut célébré le 28 août 1981 mais le couple divorça le 23 octobre 1997, à la suite de la liaison du prince avec Caroline de Monaco, qu'il épousa le 23 janvier 1999. Le couple est séparé depuis 2009.

## Esclandres
Le prince a été inopinément photographié par un journaliste du Bild-Zeitung en train d'uriner sur la façade du pavillon turc à l'expo 2000 à Hanovre, déclenchant un incident diplomatique avec la Turquie. Le journal en question avait auparavant publié une photo du prince en train d'uriner devant la façade d'un hôpital en Autriche.
Il est également connu pour des faits de violence contre Joe Brunnlehner, le propriétaire d'une boîte de nuit à ciel ouvert de l'île de Manda (au large du Kenya), dans laquelle le prince possède une propriété et qu'il accusait de déranger et d'offenser le voisinage en passant de la musique occidentale à plein volume dans un environnement musulman.
En juillet 2020, le prince Ernest-Auguste compose le numéro d'appel d'urgence se disant menacé de mort. Arrivée chez lui à Grünau im Almtal, la police découvre un couple qui ne veut pas quitter les lieux, ainsi que le prince en colère. Le prince s'arme d'un couteau, menace les policiers et donne un coup de poing dans le visage d'un agent. Désarmé et maitrisé, il est envoyé en hôpital psychiatrique. Le prince clame son innocence et réfute les faits. Après plusieurs jours de menaces envers les forces de l'ordre enregistrées sur le numéro d'appel d'urgence, le prince décide de se venger et se rend en pleine nuit au poste de police armé d'une batte de baseball.

## Généalogie

### Famille
Le prince Ernest-Auguste de Hanovre appartient à la maison de Hanovre, issue de la maison de Brunswick (Brunswick-Lunebourg), elle-même issue de la maison d'Este (Welf), descendante des ducs de Bavière (plus tard souverains de Ferrare et de Modène).
Il descend, par ailleurs, d'Ernest Ier de Brunswick-Lunebourg, premier protestant de la maison de Hanovre et champion de la Réforme luthérienne, ainsi que de l'empereur allemand Guillaume II, du roi Christian IX de Danemark et de la reine Victoria du Royaume-Uni.
Par son mariage en 1999 avec la princesse Caroline de Monaco, une princesse catholique, Ernest-Auguste de Hanovre perd ses droits de succession au trône du Royaume-Uni.

### Ascendance
|  |                                                                      |  |  |  |  |  |  |  |  |  |  |  |  |
|  | 8. Ernest-Auguste de Hanovre                                         |  |  |  |  |  |  |  |  |  |  |  |  |
|  |                                                                      |  |  |  |  |  |  |  |  |  |  |  |  |
|  |                                                                      |  |  |  |  |  |  |  |  |  |  |  |  |
|  | 4. Ernest-Auguste de Brunswick                                       |  |  |  |  |  |  |  |  |  |  |  |  |
|  |                                                                      |  |  |  |  |  |  |  |  |  |  |  |  |
|  |                                                                      |  |  |  |  |  |  |  |  |  |  |  |  |
|  | 9. Thyra de Danemark                                                 |  |  |  |  |  |  |  |  |  |  |  |  |
|  |                                                                      |  |  |  |  |  |  |  |  |  |  |  |  |
|  |                                                                      |  |  |  |  |  |  |  |  |  |  |  |  |
|  | 2. Ernest-Auguste de Hanovre                                         |  |  |  |  |  |  |  |  |  |  |  |  |
|  |                                                                      |  |  |  |  |  |  |  |  |  |  |  |  |
|  |                                                                      |  |  |  |  |  |  |  |  |  |  |  |  |
|  | 10. Guillaume II d'Allemagne                                         |  |  |  |  |  |  |  |  |  |  |  |  |
|  |                                                                      |  |  |  |  |  |  |  |  |  |  |  |  |
|  |                                                                      |  |  |  |  |  |  |  |  |  |  |  |  |
|  | 5. Victoria-Louise de Prusse                                         |  |  |  |  |  |  |  |  |  |  |  |  |
|  |                                                                      |  |  |  |  |  |  |  |  |  |  |  |  |
|  |                                                                      |  |  |  |  |  |  |  |  |  |  |  |  |
|  | 11. Augusta-Victoria de Schleswig-Holstein-Sonderbourg-Augustenbourg |  |  |  |  |  |  |  |  |  |  |  |  |
|  |                                                                      |  |  |  |  |  |  |  |  |  |  |  |  |
|  |                                                                      |  |  |  |  |  |  |  |  |  |  |  |  |
|  | 1. Ernest-Auguste de Hanovre                                         |  |  |  |  |  |  |  |  |  |  |  |  |
|  |                                                                      |  |  |  |  |  |  |  |  |  |  |  |  |
|  |                                                                      |  |  |  |  |  |  |  |  |  |  |  |  |
|  | 12. Frédéric de Schleswig-Holstein-Sonderbourg-Glücksbourg           |  |  |  |  |  |  |  |  |  |  |  |  |
|  |                                                                      |  |  |  |  |  |  |  |  |  |  |  |  |
|  |                                                                      |  |  |  |  |  |  |  |  |  |  |  |  |
|  | 6. Albert de Schleswig-Holstein-Sonderbourg-Glücksbourg              |  |  |  |  |  |  |  |  |  |  |  |  |
|  |                                                                      |  |  |  |  |  |  |  |  |  |  |  |  |
|  |                                                                      |  |  |  |  |  |  |  |  |  |  |  |  |
|  | 13. Adélaïde de Schaumbourg-Lippe                                    |  |  |  |  |  |  |  |  |  |  |  |  |
|  |                                                                      |  |  |  |  |  |  |  |  |  |  |  |  |
|  |                                                                      |  |  |  |  |  |  |  |  |  |  |  |  |
|  | 3. Ortrude de Schleswig-Holstein-Sonderbourg-Glücksbourg             |  |  |  |  |  |  |  |  |  |  |  |  |
|  |                                                                      |  |  |  |  |  |  |  |  |  |  |  |  |
|  |                                                                      |  |  |  |  |  |  |  |  |  |  |  |  |
|  | 14. Bruno d'Isembourg-Büdingen                                       |  |  |  |  |  |  |  |  |  |  |  |  |
|  |                                                                      |  |  |  |  |  |  |  |  |  |  |  |  |
|  |                                                                      |  |  |  |  |  |  |  |  |  |  |  |  |
|  | 7. Hertha d'Isembourg-Büdingen                                       |  |  |  |  |  |  |  |  |  |  |  |  |
|  |                                                                      |  |  |  |  |  |  |  |  |  |  |  |  |
|  |                                                                      |  |  |  |  |  |  |  |  |  |  |  |  |
|  | 15. Bertha de Castell-Rüdenhausen                                    |  |  |  |  |  |  |  |  |  |  |  |  |
|  |                                                                      |  |  |  |  |  |  |  |  |  |  |  |  |
|  |                                                                      |  |  |  |  |  |  |  |  |  |  |  |  |